# Obština Madan
Obština Madan (bulharsky Община Мадан) je bulharská jednotka územní samosprávy ve Smoljanské oblasti. Leží v jižním Bulharsku v jihozápadní části Východních Rodopů, jen malá část leží v Západních Rodopech. Správním střediskem je město Madan, kromě něj zahrnuje obština 43 vesnice. Žije zde přes 11 tisíc stálých obyvatel.

## Sídla
| - Arpadžik - Borika - Borinovo - Borovina - Bukova Poljana - Bukovo - Cirka - Čurka - Diralo - Dolie - Gabrina - Galište - Kasapsko - Koriite - Krajna | - Krušev Dol - Kupen - Leska - Leštak - Livade - Lovci - Madan (sídlo správy) - Măglišta - Mile - Mitovska - Pečinska - Petrov Dol - Planinci - Ravnil - Ravništa | - Ravno Nivište - Rustan - Srednogorci - Stajčin Dol - Studena - Šarenska - Tănkoto - Uručevci - Vărba - Vărbina - Vărgov Dol - Vechtino - Visokite - Vraninci |

## Sousední obštiny
| Růžice kompasu |         | Banite        | Ardino    | Růžice kompasu |
| Růžice kompasu | Smoljan | Sever         | Nedelino  | Růžice kompasu |
| Růžice kompasu | Smoljan | Obština Madan | Nedelino  | Růžice kompasu |
| Růžice kompasu | Smoljan | Jih           | Nedelino  | Růžice kompasu |
| Růžice kompasu | Rudozem |               | Zlatograd | Růžice kompasu |

## Obyvatelstvo
V obštině žije 11 176 stálých obyvatel a včetně přechodně hlášených obyvatel 13 032. Podle sčítáni 1. února 2011 bylo národnostní složení následující:
- Bulhaři: 7 230 (84.5 %)
- Turci: 661 (7.7 %)
- ostatní: 663 (7.8 %)